# 喧嘩ラーメン
『喧嘩ラーメン』（けんかラーメン）は、土山しげるによる日本の漫画作品。

## 概要・解説
『週刊漫画ゴラク』（日本文芸社）にて、1995年6月から1998年7月まで連載。ヤクザ・アウトローを題材にした劇画作品が多かった作者にとって初のグルメ漫画であり、ひさしぶりの原作者なしの単独作と思われる。
土山しげるは、既に『極道ステーキ』などの作品で高い評価を得、1993年頃には月に300頁を描くようになっていた。しかし、43歳の時、過労で倒れ入院を余儀なくされた。その際、病院食の不味さから「食漫画」を描きたいという意欲が生まれた。病室に見舞いに来た『週刊漫画ゴラク』の編集長に構想を伝えると、その場で『喧嘩ラーメン』の連載が決まったという。本作は、望月三起也に弟子入りして初めて携わった『突撃ラーメン』へのオマージュでもある。
連載初期は作者がそれまで得意としていたヤクザ漫画と同様にバイオレンス要素が強くヤクザが絡んできたりしたが、すぐにそういう要素は薄くなった。本作品からの特徴として、主人公が旅をしながら、物語が展開するというロードムービー的手法を用いており、豪快かつ、けれんみあふれる演出とともに土山ワールドともいえる手法がほぼ確立した。とはいえ、のちの作品とともに主人公がアウトローということには変わりなく、食を題材とした股旅物といえるのかも知れない。
単行本は日本文芸社より全17巻。またコンビニ向け廉価コミックも名古屋・岐阜編、広島編などのように区切りごとに出されている。

## あらすじ
主人公・源田義経は市内の暴走族の総長にして、M市随一といわれるラーメンの名店「がんてつラーメン」の息子。しかしその店主である父は無理がたたって入院してしまうが、ラーメンチェーン店の陰謀に巻き込まれて勝負を余儀なくされてしまう。義経はその対決に勝利するが、相手の凄腕ラーメン職人・牛嶋の作った次世代指向のとんこつラーメンを食べて衝撃を受ける。次世代のラーメンはとんこつにあり、ということ知った義経は、西へ向けて修行の旅に出る。

## 登場人物
源田 義経
本編の主人公。
リーゼント頭がトレードマークの暴走族「沙羅満陀」の総長で、実家は関東にあるM市にあるラーメン屋「がんてつラーメン」。
短気な熱血漢で少々暴走することもある乱暴な一面があるが、基本的に困っている人間を見ると放っておけない人情味あふれる青年である。
ラーメン作りに対しては情熱と才能を併せ持っており、M市1と謳われるがんてつラーメンを(未熟ながら)コピーする、通常半年はかかる拉麺修行を一週間で修了する、思いもよらない食材・常識はずれの具材を用いて誰もが感服するラーメンを数日で完成させるなど、類稀なるセンスを持つ。
そんな中で、ラーメン対決の際に牛嶋が作ったトンコツラーメンの味に感服し、修行のために九州への旅へ出る。
その道中で美味しいラーメンや困ったラーメン屋店主に幾度となく遭遇し、修行の一環と称して新たなラーメンを作り勝負を行っている。
八丁味噌や鹿児島料理など、自分の口には合わないと思う味でも、地元の人々がその味に愛着を持ち、定着しているなら合わせなければならないという柔軟な思考も出来る。
父とは不仲だが、墓石を買うために貯金をしているなど夭折した母親のことは今でも大事に思っている。
缶ビール1杯でダウンしてしまうほどの下戸であり、それが元でトラブルに巻き込まれることもある。
また、話術が得意であり、博多編や鹿児島編では自分の武勇伝や伝統ラーメンの歴史を語り客を集めている様子が度々見られる。
『喰いしん坊!』にも、人間的に成長した彼と思われる「とんこつラーメン『よしつね』店主」が登場している。
早漏である。
源田 巌鉄
義経の父親で、「がんてつラーメン」の店主。
煮えたぎった鍋に素手を突っ込んで麺上げをするという技を持つ。
職人としての腕は一流で同業者にも慕われており、「がんてつラーメンが懇意にしているなら」と製麺所の依頼が増えるほど。
職人気質で頑固な性格であり、派手な装飾やマスコミ露出を嫌っている。腕を怪我してからは療養生活に入るが義経の旅立ちと共に復帰。
オリジナルビデオ版では鉄五郎という名前になっている。
義経の母親
義経の母親で、巌鉄の妻。故人。。
夫の巌鉄と一緒に「がんてつラーメン」を切り盛りしていたが、病気で倒れる。
巌鉄は「妻に最高のラーメンを食べさせたい」と味の研究に没頭していたが、完成したちょうどそのときに亡くなり、死に目に会うことができなかった。
母親の死について、義経は「母親を過重に働かせたことで死なせた」「病気で倒れても放置してラーメンばかり作っていた」と巌鉄を強く非難している。
レミ
レディース（女性暴走族）「女豹会」のヘッドで、義経の彼女。義経に強引にさらわれて付き合うようになる。
父親は不動産会社を経営する暴力団組長で、暴力団相手にも物怖じしない義経の度胸に惚れ込んでいる。
ご隠居
「がんてつラーメン」常連の老人。義経にラーメン作りを指南する。
西山
「がんてつラーメン」に麺を卸している「西山製麺所」の社長。
娘の結婚式をダシに取引を持ちかけられ、懇意にしていたがんてつラーメンへの麺の出荷を停止、がんてつラーメン用の麺切り刃を破壊してしまう。
その後は妻の言葉もあり改心、義経に手打ち麺の作り方を教える。
自身も手打ちができるが、加齢に伴う体力低下により、コシの弱い麺しか作れなくなっている。
鳥きんの主人
鳥肉専門の精肉店「鳥きん」の店主。「がんてつラーメン」にスープ用の鳥肉を卸している。
巌鉄と同じく頑固な性格で、若いときは衝突が絶えなかったが、今は固い友情で結ばれている。
女好きで、食材を扱うときは「女体を扱うように優しく丁寧に」と義経に指導する。
円城寺
有名なラーメン評論家。美味いと思い「食べる価値がある」と認めたラーメンを食べる時は服の袖をまくる。
その姿は「まくり食い」と呼ばれている。円城寺にまくり食いをされたラーメン屋は必ず繁盛すると言われている。
かなりの資産家であり、これはと思ったラーメン職人には援助を惜しまない。
牛嶋
巨体のラーメン職人。豚骨ラーメン作りを得意とし、義経がラーメン修行の旅に出るきっかけを与える。
二十年に渡り各地を渡り歩きこれはと思う店には飛び入りでテコ入れをし、技術を習得すると共にＡ級店としての大繁盛をもたらし続けた伝説の職人。
初登場時は大番屋の一支店の店長で、鋭敏な味覚を持つもその才能を金儲けのためにのみ使う金の亡者として描かれ、粗暴な性格で店の従業員への暴力や理不尽な解雇などが絶えなかった。
がんてつラーメンと大番屋との勝負で義経に敗れた(義経自身は実質自分の負けと認めている)あとは、義経と同じく各地を放浪。
たびたび義経の前に姿や名前を表し、義経の壁として存在感を発揮していた。
岐阜編では織田獅子丸の策略で店が全焼した後、使用していた味噌を義経に渡すことで手助けしている。
濱口龍之介
横浜の老舗ラーメン店「濱龍」のニ代目店主。
昔ながらの醤油ラーメンを作る父親に反発し、独立して豚骨ラーメンの店「若龍」を出し、人気店となる。
しかし失火で店が全焼し、仕方なく「濱龍」の跡を継ぐが、ラーメン作りの情熱を失いまずいラーメンしか作れなくなっていた。
とあるラーメン職人の「Hama竜」スープ泥棒の一件に巻き込まれ、それが原因で「Hama竜」に因縁を付けられる。
「Hama竜」から廃業するように圧力をかけられるが、義経たちの協力でトンコツショウユラーメンを完成させる。
竜神 拓也
横浜の新興ラーメンチェーン「Hama竜」のオーナー。
資産家の三男で、ビジネスとしてラーメンに目をつける。
おしゃれな店構えと圧力鍋で作ったスープの豚骨ラーメンが人気だが、好青年な外面とは違い非常に冷徹で傲慢な性格。
スープ泥棒事件に巻き込まれた「濱龍」を潰そうと画策し、店の従業員を使って濱口を車で轢き逃げして怪我を負わせるなど、残忍で卑怯な手も辞さない。
しかし、両手で何人分ものラーメンをめまぐるしい速さで調理するなど、職人としての実力もあり、ラーメン作り自体には真摯に向き合っている。
花岡美佐子
静岡の屋台「大助ラーメン」の店主。
鰻とラーメンが好物のトラックドライバー、花岡大助の妻だったが、大助は事故死。
残された娘の琴美を育てるためと、大助の供養のため、鰻の蒲焼のタレを隠し味にしたラーメンをつくり、ドライバーの間で人気となっている。元々は大助のドライバー仲間が、多少不味くても美佐子を助けるために自分たちだけでも食べに来て応援しようとしていたが、その美味しさからすぐに大評判となった。
屋台での仕事が重労働なため、大助ラーメンは1日限定50食しか作らないので、ドライバーは競争するように大助ラーメンを食べに来る。
美人だが義経の世代から見ればおばさんであり、彼がおばさんを連呼するのに激怒するドライバーを嗜めている。
地元の食堂兼土産物店「みなとや」から立ち退きを迫られており、更に屋台でのラーメン作りが体力的に負担となっていることで苦悩している。
当初は義経にラーメン作りを教えていたが、後に「みなとや」のラーメンコーナーを自由に使えるという賞品を賭けて「みなとや」側についた義経と勝負することになる。
徳川
岐阜の弱小ラーメン店「ラーメン徳川」の店主。
脱サラしてラーメン屋を始めたという経歴の持ち主だが、ラーメン作りはほぼ素人。
商品の「味噌煮込みラーメン」は味噌汁に中華麺を放り込んだだけの粗悪なラーメンしか作れなかった。
しかし、「あけち家」で牛嶋を発見した義経が牛嶋と戦うために徳川を説得し、「麺ランドパーク」岐阜代表になるべく、義経たちと奮闘。
八丁味噌を練り込んだ麺と塩味のスープのラーメンで勝負に挑む。
「麺ランドパーク」主催者の娘と密かに交際しているが、当初は主催者と恋人が父娘関係であることは知らなかった。
織田獅子丸
岐阜の老舗「今川屋」の従業員。
元は京都のフレンチレストランのセカンドだったが、「大衆の味はラーメンに有り」の考えからその座を捨ててラーメン修行に出たという経緯を持つ。
かなり強い野心を持つ男であり、夢はラーメン界の頂点に君臨すること。そのためならどのような汚い手も厭わない残忍さを持つ。
今川屋は当初は「麺ランドパーク」岐阜代表決定対決に不参加を決めていたが、それに納得が行かない獅子丸は主人を策略によって入院させ、今川屋を乗っ取る。
さらにあけち家への付け火、「麺ランドパーク」斎藤道三郎との裏取引を行い、岐阜代表を確定的にさせる。
後年、作者の別作品『極食キング』に登場。本作の10年後である事が作中で明示され、主人公北方歳三との対決など紆余曲折の末「今川屋」を再建する事になる。
平瀬 清盛
広島ラーメンの店「あたりや」の店主。母親の違う3人の息子がいる。
長男はスープ作り、次男は手打ちでの麺作り、三男は叉焼作りが得意であるが、3人とも「あたりや」の看板を継ぐのは自分であると主張している。
息子たちを和解させるため、敢えて義経をけしかけて勝負させる。
花田 美蘭
博多のラーメン屋台「蘭々」の跡継ぎ娘。
少々短気ながら、卑怯なことを嫌う気風の良い性格の少女。弟弟子である義経を何かと気にかける言動を見せる。
母親の事故死により意気消沈した父親に代わり、蘭々の切り盛りに奮闘し、平瀬に弟子入りして究極の手延べ麺拉麺を半年かけて会得する。
しかし、拉麺を豚骨スープに合わすことができず、客足の復調が思うようにいかなかったところ、再び義経に出会う。
義経のラーメン職人としての大器を確信しており、父親から義経を伴侶とするように求められても断っていた。
黒崎 竜二
筋骨隆々な体格を持つ、久留米ラーメンの老舗「黒竜」の二代目代表を務める青年。
豚骨ラーメンの元祖である久留米ラーメンに高いプライドを持っており、豚骨ラーメンの代表的地位を博多ラーメンから奪還すべく博多進出へと乗り出す。
普段は黒竜のユニフォームを着込んでいるが、自身で麺を打つときはユニフォームが破れるほどに筋肉が盛り上がる。
本来の性格は豪放でさっぱりとしたものであるが、ラーメン勝負で負けるまでは父親の遺言による博多ラーメンへの復讐に取り憑かれており、博多ラーメン屋の目の前で利益度外視でラーメンを振る舞うなど汚い手も使っていた。
南郷 大吉
鹿児島ラーメンの名店「ラーメン南洲館」の店主。
義経の挑発にも全く動じず、事故を起こした従業員にもきつく説教することのない心の広さを持つ。
心優しい性格であり、加賀屋の妹が入院しているということで病院の患者に無償でラーメンを振る舞っている。
カリスマ性はかなりのものであり、従業員には慕われている。
また、体も頑丈であり、常人では死亡してしまう高さと場所から突き落とされても命を落とさない。
逆恨みで自身を陥れた小久保に対しても最終的には許すなど、度量が広い。
世界観を同じくする「極食キング」にも登場しており、獅子丸の経営する「口福倶楽部」の評判を聞き、ラーメンの参考になればと思い京都まで遠征に来ていたが、実際に味わって何ら得るものがないと分かり落胆していたところで同作の主人公北方歳三と出会い懇意になる。同じ本作からの客演だが、獅子丸とは本作でも極食キングでも全く面識はない。
加賀屋研吾
「ラーメン南洲館」のナンバー2の職人。
足が不自由な妹を何よりも大事に思っており、自身の妹も同然といった様子で世話を焼いてくれている南郷のことも慕っている。
鹿児島ラーメンが閉鎖的であることに疑問を持っており、そこを小久保に付け込まれ、「ラーメン南洲館」を潰す手伝いをさせられてしまう。
小久保の策略に気づいた当初は義経と共に逃げ出すつもりだったが、妹を人質に取られ、「ラーメン南州館」の店長に据えられる。
加賀屋愛美
加賀屋研吾の妹。
足が不自由であり、病院で車椅子生活をしている。
小久保の策略で大学病院に送られたあとは最高の治療を受け、ラーメン対決後には歩けるようになるまで回復している。
小久保忠兵衛
「小久保製麺所」の社長。
学生時代に不良に暴力を受けており、それを南郷に救ってもらった経験を持つ。
しかし、年下である南郷に助けられたこと、そして南郷が次々と功績を立てていくことでコンプレックスを増幅させていく。
そのコンプレックスは、一字違いの「ラーメン南州館」を開き、加賀屋を取り込むことで南郷を破滅させることに傾倒していった。
製麺技術はかなりのものであり、義経と加賀屋が作ったラーメンの「麺が5分でのびる」という弱点を難なく解決している。
加賀屋の妹を人質に取った際、逆らうと妹がどうなるか分からない旨を述べているが、実際には大学病院でしっかりとした治療を受けさせており、性格が根っから腐っていたわけではなく、南郷の優しさを受けて最後には改心する。

## オリジナルビデオ版
1996年、ケイエスエスの製作にて「メン道一代 喧嘩ラーメン」のタイトルでオリジナルビデオ版がリリースされた。

### キャスト
- 義経：野村祐人
- 牛嶋：小西博之
- レミ：沢木麻美
- 鉄五郎：渡辺哲
- 長倉大介
- 鳥金：不破万作
- 片桐竜次
- 特別出演：周富輝
- 応援出演：竹内力
- 愛情出演：哀川翔
- 円城寺（ラーメン評論家）：萩原流行

### スタッフ
- 製作者：須崎一夫
- プロデューサー：吉井哲夫、高橋伸行
- 監督：原田昌樹
- 助監督：佐々部清
- 脚本：橋本以蔵
- 擬斗：二家本辰巳
- 制作協力：フィルム・シティ